# Pharmaserv
Die Pharmaserv GmbH ist ein deutsches Dienstleistungsunternehmen mit Sitz in Marburg für Standortmanagement, GxP-Dienstleistungen und Pharmalogistik. Sie ist eine Tochtergesellschaft der Infrareal Holding GmbH & Co. KG und Standortbetreiber des Industrieparks Behringwerke.

## Geschichte
Das Unternehmen Pharmaserv ging 1997 aus der Infraserv GmbH und Co. Marburg KG hervor, die am 1. Juli 1997 das 1904 vom Nobelpreisträger Emil von Behring gegründete Marburger Behringwerk von der Hoechst AG als Eigentümer und Standortbetreiber übernahm. Im Zuge dieses Eigentümerwechsels der Behringwerke wurde das Betriebskonzept eines Industrieparks umgesetzt, wobei die Pharmaserv GmbH als Betreibergesellschaft der Werkteile Marbach und Görzhausen I die Infrastruktur (Straßen und Parkplätze, Versorgungsleitungen, Rechenzentrum, Logistikzentrum, Werkfeuerwehr, Mietflächen) bereitstellte.
2005 wurde Pharmaserv, das bis dahin noch zur Sanofi-Aventis-Gruppe gehörte, an die drei bisherigen Manager des Unternehmens sowie drei weitere Gesellschafter verkauft und zur Pharmaserv GmbH umfirmiert. Auch nach der Umfirmierung kümmerte sich Pharmaserv weiterhin um die Betreuung der damals rund 100 Gebäude auf dem Gelände sowie um Infrastruktur, Werkschutz, Instandhaltung und Energieversorgung bei den 16 Nachfolgeunternehmen der Behringwerke. Im August 2008 gründeten die Eigentümer der Pharmaserv GmbH und sechs weitere Privatinvestoren aus Deutschland und der Schweiz die Management-Holding Infrareal GmbH, die die erste unabhängige Standortbetreiber-Gruppe in Deutschland war. Pharmaserv wurde anschließend in die Infrareal GmbH integriert. Im selben Jahr eröffnete Pharmaserv eine Niederlassung in Frankfurt.
Im März 2016 nahm Pharmaserv unter seiner Marke Pharmaserv Logistics das neu erbaute Central Pharma Distribution Center Marburg in Betrieb, von dem aus regionale Kunden bei der Produktionslogistik unterstützt werden sollen. 2017 wurde eine Niederlassung in Köln eröffnet.
In den letzten Jahren haben sich die Anforderungen der Unternehmen am Pharmastandort Behringwerke weiterentwickelt, wodurch bei Pharmaserv eine Neustrukturierung notwendig wurde. Die Geschäftsleitung erneuerte sich, da die alte Geschäftsleitung, bestehend aus Thomas Janssen, Jürgen Schroetter und Stefan Waldschmidt, in die Geschäftsführung von Infrareal aufrückte. Somit wurden Thomas Görge, Peter Michael Weimar und Martin Egger neue Geschäftsführer, sie verantworten die Geschäftsbereiche Standortmanagement, Technik und Logistik. Seit 2023 wird die Pharmaserv GmbH durch die beiden Geschäftsführer Martin Egger und Peter Michael Weimar vertreten.
2020 wurde das unter der Marke Pharmaserv Logistics erbaute Pharma Airfreight Hub und Distributionszentrum in Groß-Gerau in Betrieb genommen. Das neue Distributionszentrum dient seither für die Verpackung von pharmazeutischer Luftfracht und die regionale GMP-Produktionslogistik im Rhein-Main-Gebiet.
Ende 2021 übernahm ein Konsortium aus Swiss Life Asset Managers und der Gelsenwasser AG als neuer Gesellschafter die Infrarealgruppe einschließlich Pharmaserv.

## Unternehmensstruktur
Pharmaserv ist eine Tochtergesellschaft der Infrareal GmbH. Ihr Hauptsitz befindet sich in Marburg und sie unterhält weitere Niederlassungen in Frankfurt am Main  und Köln und betreibt den Pharma Airfreight Hub und Distributionszentrum in Groß-Gerau.
Geschäftsführer von Pharmaserv sind Martin Egger und Peter Michael Weimar. Im Jahr 2020 erwirtschaftete das Unternehmen einen Umsatz von 110,6 Mio. Euro und beschäftigte 502 Mitarbeiter.
Die Pharmaserv GmbH ist Standortbetreiber des Industrieparks Behringwerke in Marburg, in denen rund 7000 Menschen in pharmazeutisch orientierten Unternehmen arbeiten. Der Großteil der Fläche des Industrieparks ist in Besitz von Pharmaserv sowie 120 der Gebäude.

## Geschäftsbereiche
Für die Unternehmen des Pharmapark Behringwerke bietet Pharmaserv technische Dienstleistungen, Pharmalogistik und ein integrales Standortmanagement. Es führt außerdem die Marke Pharmaserv Logistics.
Im Geschäftsbereich Standortmanagement ist Pharmaserv für alle Gebäude sowie Energie- und Infrastrukturanlagen im Industriepark Behringwerke zuständig. 120 der Gebäude sind Eigentum des Unternehmens und werden an die Unternehmen vermietet bzw. für die anforderungsgerechte Versorgung des Standortes betrieben. In enger Zusammenarbeit mit den Standortfirmen übernimmt Pharmaserv Neu- und Umbauten und ist zuständig für die Sicherheit und medizinische Infrastruktur sowie für die Versorgung der Unternehmen mit Strom und Gas, mit Dampf, Kälte und Wärme, IT und Datensicherheit sowie für die Wasserversorgung und Abwasserentsorgung.
Der Geschäftsbereich Technik bietet Industrial Engineering, Anlagenbau und technische Services sowohl für Unternehmen in Marburg als auch für Pharmaunternehmen der DACH-Region (Deutschland, Österreich und Schweiz). Das Portfolio reicht vom Projektmanagement über die Anlagenqualifizierung bis hin zu geplanten Instandhaltungsmaßnahmen und kurzfristigen Störungseinsätzen unterschiedlicher Fachdisziplinen.
Pharmaserv Logistics ist eine Marke der Pharmaserv mit Hauptsitz im Industriepark Behringwerke Marburg. Sie erbringt Leistungen in der Pharmalogistik und Lösungen für den Großhandel für die Biotech- und pharmazeutische Industrie. Dazu zählen Lagerung, Handling, Verpackung nach AMG § 13 und Distribution temperaturkritischer und hochsensibler Güter für kleine, mittelständische und internationale Großunternehmen. Pharmaserv Logistics betreibt ein eigenes Logistikcenter in Marburg sowie den Pharma Airfreight Hub in Groß-Gerau und das Pharmalogistikzentrum in Gießen.

## Auszeichnungen
- 2013: Auszeichnung im Rahmen des vom Faktor-10-Institut für nachhaltiges Wirtschaften durchgeführten und vom Verein Mittelhessen e.V. und den mittelhessischen IHKs unterstützten Projektes „DemografieFit“[18]